# Elezioni regionali in Toscana del 1975
Le elezioni regionali in Toscana del 1975 si tennero il 15-16 giugno.

## Risultati elettorali
| Liste                                                  | Voti      | %     | Seggi |
| ------------------------------------------------------ | --------- | ----- | ----- |
| Partito Comunista Italiano (PCI)                       | 1.169.858 | 46,47 | 25    |
| Democrazia Cristiana (DC)                              | 717.338   | 28,49 | 15    |
| Partito Socialista Italiano (PSI)                      | 269.074   | 10,69 | 4     |
| Movimento Sociale Italiano - Destra Nazionale (MSI-DN) | 106.580   | 4,23  | 2     |
| Partito Socialista Democratico Italiano (PSDI)         | 97.649    | 3,88  | 2     |
| Partito Repubblicano Italiano (PRI)                    | 66.704    | 2,65  | 1     |
| Partito di Unità Proletaria per il Comunismo (PDUP)    | 51.834    | 2,06  | 1     |
| Partito Liberale Italiano (PLI)                        | 30.096    | 1,20  | -     |
| Unità Popolare (UP)                                    | 7.996     | 0,32  | -     |
| Unione Rifondazione Socialista Democratica (URSD)      | 488       | 0,02  | -     |
| Totale                                                 | 2.517.617 |       | 50    |

| Riepilogo dei seggi | Riepilogo dei seggi | Riepilogo dei seggi | Riepilogo dei seggi | Riepilogo dei seggi | Riepilogo dei seggi | Riepilogo dei seggi |
| ------------------- | ------------------- | ------------------- | ------------------- | ------------------- | ------------------- | ------------------- |
|                     |                     |                     |                     |                     |                     |                     |
| PDUP                | 1                   | Nuovo               |                     | PCI                 | 25                  | ▲ 2                 |
| PSI                 | 4                   | ▲ 1                 |                     | PSDI                | 2                   | ▼ 1                 |
| PRI                 | 1                   | ━                   |                     | DC                  | 15                  | ▼ 2                 |
| MSI-DN              | 2                   | ▲ 1                 |                     | PLI                 | 0                   | ▼ 1                 |
| PSIUP               | 0                   | ▼ 1                 |                     |                     |                     |                     |

## Affluenza alle urne
L'affluenza definitiva è stata pari al 95,80%, per un totale di 2.604.296 votanti su 2.718.477 cittadini elettori.
| Provincia     | Affluenza |
| ------------- | --------- |
| Toscana       | 95,80%    |
| Arezzo        | 96,54%    |
| Firenze       | 96,25%    |
| Grosseto      | 96,31%    |
| Livorno       | 94,88%    |
| Lucca         | 94,05%    |
| Massa-Carrara | 93,72%    |
| Pisa          | 96,73%    |
| Pistoia       | 95,51%    |
| Siena         | 96,81%    |

## Consiglieri eletti
| Collegio      | Lista                                         | Eletto                      |
| ------------- | --------------------------------------------- | --------------------------- |
| Firenze       | Partito Comunista Italiano                    | Elio Gabbuggiani            |
| Firenze       | Partito Comunista Italiano                    | Giorgio Vestri              |
| Firenze       | Partito Comunista Italiano                    | Gianfranco Bartolini        |
| Firenze       | Partito Comunista Italiano                    | Alberto Cecchi              |
| Firenze       | Partito Comunista Italiano                    | Luigi Tassinari             |
| Firenze       | Partito Comunista Italiano                    | Mauro Arturo Ribelli        |
| Firenze       | Partito Comunista Italiano                    | Loretta Montemaggi          |
| Firenze       | Partito Comunista Italiano                    | Luciano Lusvardi            |
| Firenze       | Partito Comunista Italiano                    | Walter Malvezzi             |
| Firenze       | Democrazia Cristiana                          | Ivo Butini                  |
| Firenze       | Democrazia Cristiana                          | Tommaso Bisagno             |
| Firenze       | Democrazia Cristiana                          | Enzo Pezzati                |
| Firenze       | Democrazia Cristiana                          | Vera Dragoni                |
| Firenze       | Democrazia Cristiana                          | Silvano Bernardini          |
| Firenze       | Partito Socialista Italiano                   | Lelio Lagorio               |
| Firenze       | Partito Socialista Italiano                   | Mario Leone                 |
| Firenze       | Movimento Sociale Italiano - Destra Nazionale | Camillo Andreoni            |
| Firenze       | Partito di Unità Proletaria per il Comunismo  | Guido Biondi                |
| Firenze       | Partito Repubblicano Italiano                 | Stefano Passigli            |
| Arezzo        | Partito Comunista Italiano                    | Alessio Pasquini            |
| Arezzo        | Partito Comunista Italiano                    | Leonetto Melani             |
| Arezzo        | Democrazia Cristiana                          | Pietro Ralli                |
| Arezzo        | Democrazia Cristiana                          | Giovanni Barbagli           |
| Grosseto      | Partito Comunista Italiano                    | Renato Pollini              |
| Grosseto      | Democrazia Cristiana                          | Piergiorgio Franci          |
| Livorno       | Partito Comunista Italiano                    | Bino Raugi                  |
| Livorno       | Partito Comunista Italiano                    | Leno Carmignoli             |
| Livorno       | Partito Comunista Italiano                    | Rodolfo Giovannelli         |
| Livorno       | Democrazia Cristiana                          | Francesco Alessandro Querci |
| Lucca         | Democrazia Cristiana                          | Piero Angelini              |
| Lucca         | Democrazia Cristiana                          | Ferdinando Soldati          |
| Lucca         | Partito Comunista Italiano                    | Lino Federigi               |
| Lucca         | Partito Socialista Italiano                   | Fidia Arata                 |
| Lucca         | Partito Socialista Democratico Italiano       | Carlo Mariani               |
| Massa-Carrara | Partito Comunista Italiano                    | Fausto Marchetti            |
| Massa-Carrara | Democrazia Cristiana                          | Nello Balestracci           |
| Pisa          | Partito Comunista Italiano                    | Anselmo Pucci               |
| Pisa          | Partito Comunista Italiano                    | Nello Di Paco               |
| Pisa          | Partito Comunista Italiano                    | Doriano Giampaoli           |
| Pisa          | Democrazia Cristiana                          | Giulio Battistini           |
| Pisa          | Partito Socialista Italiano                   | Giacomo Maccheroni          |
| Pisa          | Movimento Sociale Italiano - Destra Nazionale | Mario Guidi                 |
| Pistoia       | Partito Comunista Italiano                    | Graziano Palandri           |
| Pistoia       | Partito Comunista Italiano                    | Wanda Wanderling            |
| Pistoia       | Democrazia Cristiana                          | Luciano Stanghellini        |
| Siena         | Partito Comunista Italiano                    | Roberto Barzanti            |
| Siena         | Partito Comunista Italiano                    | Ilario Rosati               |
| Siena         | Partito Comunista Italiano                    | Luigi Berlinguer            |
| Siena         | Democrazia Cristiana                          | Giordano Angiolini          |